# Paraglyphesis
Paraglyphesis is een geslacht van spinnen uit de familie hangmatspinnen (Linyphiidae).

## Soorten
De volgende soorten zijn bij het geslacht ingedeeld:
- Paraglyphesis lasiargoides Eskov, 1991
- Paraglyphesis monticola Eskov, 1991
- Paraglyphesis polaris Eskov, 1991